# Nebanice
Nebanice (in tedesco Nebanitz) è un comune della Repubblica Ceca facente parte del distretto di Cheb, nella regione di Karlovy Vary.

## Geografia fisica
I comuni limitrofi sono Vokov, Sebenbach e Dvorek ad ovest, Vackovec, Hněvín, Milhostov, Starost e Hluboká a nord, Mostov, Chotíkov, Hlínová e Liboc ad est ed Odrava, Obilná, Potočiště, Ava, Lipoltov e Jesenice a sud.

## Storia
La prima menzione scritta del paese risale al 1392.

## Monumenti
- Chiesa gotica di Sant'Osvaldo costruita nel 1716
- Castello Mostov, ad est del paese

## Società

### Evoluzione demografica
| Anno     | 1845 | 1930 | 1939 | 2006 | 2008 | 2011 |
| -------- | ---- | ---- | ---- | ---- | ---- | ---- |
| Abitanti | 111  | 430  | 380  | 320  | 327  | 348  |

## Geografia antropica

### Frazioni
- Nebanice
- Hartoušov (Hartessenreut)